# 双边条约
双边条约（Bilateral treaty / Bipartite treaty）是指缔约方只有两方的国际条约。因为国际法主体不仅包括国家也包括国际组织，因此双边条约的缔约方既可以都是国家，也可以都是国际组织，或者是国家和国际组织。双边条约的性质近似于契约，因此被稱為契约性条约。